# В пустелі та джунглях
«В пустелі та джунглях» (пол. W pustyni i w puszczy) — роман польського письменника Генрика Сенкевича, єдиний його твір, написаний для дітей і підлітків. У книзі розповідається про небезпечні мандри Африкою двох дітей, викрадених прихильниками повсталого проти англійської влади Мухаммеда Ахмеда, котрий проголосив себе Махді.

## Сюжет
Чотирнадцятирічний Стась Тарковський і його найкраща подруга, восьмирічна Нель Роулісон, живуть з овдовілими батьками в Порт-Саїді. Їх батьки — інженери, які працюють на будівництві Суецького каналу.
У Судані починається повстання Махді, і незадовго до взяття Хартума Стася і Нель викрадають махдісти. Дітей сподіваються обміняти на сім'ю Фатьми, двоюрідної сестри Махді, заарештованої єгипетською владою. Їх везуть з Фаюма до самого Хартума на верблюдах. Стась, відважний і відповідальний хлопчик, по можливості захищає Нель від знущань і побоїв бедуїнів, але тендітна дівчинка все одно ледве витримує виснажливу подорож через всю Лівійську пустелю.
У Хартумі викрадачі Стася і Нель дуже розчаровані тим, що їхні заслуги у викраденні дітей губляться серед подвигів інших махдістів, і вони навіть не отримують особливих нагород. Усю злобу вони виміщають на дітях, мучать їх і морять голодом, і Стасю доводиться працювати, щоб добути їжу для Нель. Йому навіть вдається дістати хінін, який особливо необхідний, тому що в захоплених махдістами містах лютує малярія, яка спричинює тяжку гарячку.
Через тиждень після прибуття в Хартум Стася і Нель відправляють в Фашоде, де живе Смаін — чоловік тієї самої Фатьми, на яку хочуть обміняти дітей. Подорож дуже важка, і Стась боїться, що Нель її не витримає.
По дорозі на караван нападає лев, і араби дають Стасю штуцер, щоб той застрелив лева — самі вони поводитися з вогнепальною зброєю не вміють. Стась вбиває лева, а слідом за ним і самих бедуїнів, мріючи позбавити Нель від її мучителів.
Вивільнені Стась і Нель, разом з рабами-неграми Калі та Меєю, продовжують шлях по Африці, сподіваючись натрапити на європейський караван. Пізніше вони приручають слона, якого Стась, на прохання Нель, звільнив зі скельної ущелини, і тимчасово оселяються в невеликому лісі, щоб відновити сили. Нель тяжко хворіє на малярію з гарячкою, коли хінін з Хартума вже закінчується. Стась знаходить в околицях лісу, де вони живуть, табір європейського мандрівника, швейцарця Лінде, у якого є великий запас хініну. Самому швейцарцю залишилися лічені дні — його смертельно поранив кабан і в нього розвинулася гангрена. Стась відвідує його щодня і з його дозволу бере з табору запас хініну, їжі, паперу, рушниці й порох. Коли Лінде вмирає, Стась і Нель, взявши до себе його останнього слугу — 12-річного Насібу, продовжують шлях, розраховуючи дійти до налаштованої проти махдістів Абісинії. Вони майструють і запускають повітряних зміїв, на яких пишуть своє приблизне місцезнаходження і заклик про допомогу.
Колишній раб Калі, як виявляється, є сином царя невеликого племені ва-хима. Стась, розпитавши його і взявши ще у Лінде вказівки щодо місця проживання цього племені, знаходить землю ва-химів, яка якраз охоплена війною ва-хима з сусіднім народом. Стась позичає неграм подаровані йому Лінде рушниці, й ва-хими перемагають своїх ворогів, але в битві гине батько Калі.
Незважаючи на те, що Калі стає царем, він, прив'язавшись до дітей, супроводжує їх далі, взявши в супутники ще кількох негрів. Але через деякий час шляху чаклуни ва-химів, що незлюбили нового царя, розрізають усі бурдюки з водою. Караван мало не вмирає від спраги, Стась збирає воду для Нель фактично по крапельках.
В останній момент, коли все вже готуються до смерті, на них випадково натикається експедиція під керівництвом знайомого Стася і Нель — доктора Клері (родича Роулісонов) та капітана Глена. Врятованих дітей привозять до Момбаси, куди за ними вже приїжджають їхні батьки.

### Епілог
Нель і її батько майже відразу ж після описаних подій їдуть на батьківщину, до Англії, а Стась залишається в Африці, закінчує школу в Олександрії і відправляється працювати в Швейцарію. Діти не бачать один одного десять років, хоча постійно листуються. Нарешті, коли через десять років Тарковські приїжджають в гості до Роулісонів, Стась закохується в подорослішалу вісімнадцятирічну Нель і незабаром одружується з нею.

## Культурне значення
Персонаж на ім'я Калі привертає увагу своїми викладом власних поглядів на добро та зло: «Якщо хтось забрати у Калі корови (...), то це є поганий вчинок (...). Добрий — це коли Калі забрати в когось корови.» Через популярність роману, вираз «мораль Калі» (moralność Kalego) закріпився у польській культурі для позначення подвійної моралі (аналогічно до російського «готтентотська мораль», що ймовірно був або джерелом даного епізоду в романі, або мав з ним спільне походження від німецького расистського анекдоту, який цей епізод практично повторює).
Даний твір Сенкевича, будучи все ще наявним у списку для шкільного читання в Польщі, зараз є предметом спорадичної критики через те, що відтворює наративи та стереотипи часів колоніалізму, що не відповідає історичним та етнологічним знанням та потребам сучасної освіти.

## Видання українською
- Генрик Сенкевич. В пустелі та джунглях. Переклад з польської та коментар: Ростислав Михайлюка; ілюстрації: Мартуся Оверчук, Ольга Баклан, Оксана Баклан. Львів: Артклас, 2007. 423 стор. ISBN 966-8711-02-5
- (перевидання) Генрик Сенкевич. В пустелі та джунглях. Переклад з польської: Ростислав Михайлюка. київ: Знання. 2015. 344 стор. ISBN 978-617-07-0313-2 (серія «Скарби. Молодіжна серія»)

## Екранізації
- «У пустелі і в джунглях» — польський фільм режисера Владислава Шлесіцкого (1973 рік).
- «У нетрях Африки» (міні-серіал, 1974) — міні-серіал, знятий В. Шлесіцкім як ремейк фільму 1973 року.
- «У нетрях Африки» (фільм, 2001) — польський фільм режисера Гевіна Худа.